# تنوع المحاصيل
تنوع المحاصيل ويحدث التنوع في المحاصيل بسبب التباين في الخصائص الوراثية والمظاهر للنباتات المستخدمة في الزراعة. على مدى الخمسين الماضية، حدث نقص كبير في مكونين من تنوع المحاصيل: التنوع الوراثي داخل كل محصول وعدد الأنواع التي تزرع بشكل شائع.
إن النقص في تنوع المحصول يهدد الأمن الغذائي العالمي، حيث أن سكان العالم يعتمدون على تناقص عدد الأنواع المتناقصة لعدد أنواع المحاصيل. تنمو المحاصيل على نحو متزايد في الزراعة الأحادية، وهذا يَعني أنه إذا كان هناك مرض واحد، مثلما هو الحال في مجاعة البطاطا الأيرلندية التاريخية، يتغلب على مقاومة متنوعة، فقد يؤدي ذلك إلى تدمير محصول بأكمله، أو كما في حالة موزة «جروس ميشيل»، قد يتسبب في الانقراض التجاري لمجموعة متنوعة. وبمساعدة بنوك البذور، تعمل المنظمات الدولية على الحفاظ على تنوع المحاصيل.

## فقدان التنوع البيولوجي
يعد  تنوع المحاصيل مظهر من مظاهر التنوع البيولوجي المهم للأمن الغذائي. فيُعتبر نقص التنوع البيولوجي من أكثر المشاكل البيئية خطورة والتي تثير مخاوف من قبل منظمة الأغذية والزراعة. وإذا استمرت هذه الاتجاهات الراهنة فيما يتعلق بالمحاصيل فستواجه نصف أنواع النباتات خطر الانقراض. وتعد الفصائل البرية لمحاصيلنا - من بين العديد من الأنواع المهددة بالانقراض - أقاربًا للأنواع البرية والأعشاب الضارة من النباتات المدجنة (غير البرية) والتي تتصف بمقاومتها للآفات والأمراض وغيرها مما يجعلها جيدة لزراعتها كمحاصيل.
يتعرض حوالي 6% من الفصائل البرية لمحاصيل الحبوب مثل القمح والذرة والأرز والذرة البيضاء للتهديد، وكذلك 18% من البقوليات (فاباسيه) والفصائل البرية للبقول والبازلاء والعدس، و13% من الأنواع داخل الأسرة النباتية (الباذنجانيات) التي تشمل البطاطا والطماطم والباذنجان (الباذنجان) والفلفل (الفليفلة). في عام 2016، كان 29% من الأنواع النباتية البرية مفقود تمامًا من بنوك الجينات في العالم بالإضافة إلى 24% أخرى تُمَثل بأقل من 10 عينات.
وأكثر من 70% من جميع الفصائل البرية من المحاصيل في أمس الحاجة إلى تجميعهم لزيادة نسبة تمثيلهم  في بنوك الجينات، ولقد تم تمثيل أكثر من 95% بشكل غير كافٍ آخذين في الاعتبار النطاق الكامل للتنوع الجغرافي والأيكولوچي في مواطنها الأصلية. في حين تم العثور على أهم الأولويات لجمع المزيد في منطقة البحر الأبيض المتوسط والشرق الأدنى وأوروبا الغربية والجنوبية وجنوب شرق وشرق آسيا وأمريكا الجنوبية، فإن الأقارب البرية للمحاصيل غير الممثلة بشكل كافٍ في بنوك الجينات يتم توزيعها في جميع دول العالم تقريبًا.

## في النظام الغذائي العالمي

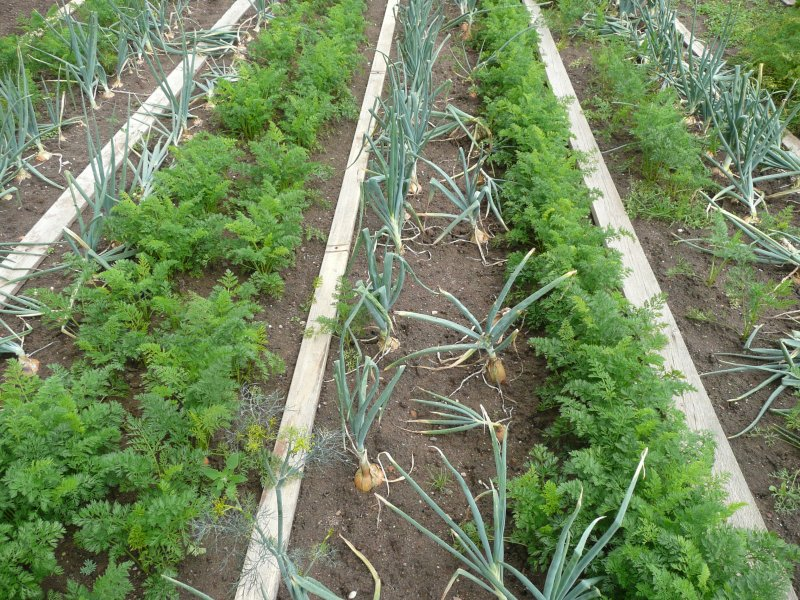
تنوع مفيد داخل المجال (متعدد الأنواع): غرس مصاحب للجزر و. وإذا استمرت هذه الاتجاهات الراهنة فيما يتعلق بالمحاصيل فستواجه نصف أنواع النباتات خطر الانقراض. وتعد الفصائل البرية لمحاصيلنا - من بين العديد من الأنواع المهددة بالانقراض - أقاربًا للأنواع البرية والأعشاب الضارة من النباتات المدجنة (غير البرية) والتي تتصف بمقاومتها للآفات والأمراض وغيرها مما يجعلها جيدة لزراعتها كمحاصيل.
يتعرض حوالي 6% من الفصائل البرية لمحاصيل الحبوب مثل القمح والذرة والأرز والذرة البيضاء للتهديد، وكذلك 18% من البقوليات (فاباسيه) والفصائل البرية للبقول و.

منذ عام 1996، أصبحت النظم الغذائية البشرية في جميع أنحاء العالم أكثر تنوعًا في استهلاك المحاصيل الرئيسية للسلع الأساسية، مع انخفاض مماثل في استهلاك المحاصيل المحلية أو الإقليمية الهامة، وبالتالي أصبح هناك تجانس على الصعيد العالمي. الاختلافات بين الأطعمة التي تؤكل في مختلف البلدان قد قلت بنسبة 68% بين عامي 1961 و2009. يحتوي النظام الغذائي «المعيار العالمي» الحديث على نسبة كبيرة بشكل متزايد من عدد صغير نسبيًا من المحاصيل الرئيسية للسلع الأساسية، والتي زادت بشكل كبير في من إجمالي الطاقة الغذائية (السعرات الحرارية)، البروتين، والدهون، ووزن الطعام الذي يقدمونه إلى سكان العالم، بما في ذلك القمح والأرز والسكر والذرة وفول الصويا (بنسبة + 284%) وزيت النخيل (بنسبة + 173%) وزهرة الشمس (بنسبة + 246%). في حين كانت الدول تستهلك كميات أكبر من المحاصيل المهمة محليا أو إقليميا. أصبح القمح عنصرًا أساسيًا في أكثر من 97% من البلدان، في حين أظهرت السلع الأساسية العالمية الأخرى هيمنة مماثلة في جميع أنحاء العالم، حيث انخفضت المحاصيل الأخرى بشكل حاد خلال الفترة نفسها، بما في ذلك الجاودار والبطاطا الحلوة (بنسبة - 45%)، والكسافا (بنسبة - 38%)، وجوز الهند، والذرة الرفيعة (بنسبة - 52%) والميليت (بنسبة - 45%).

## التنوع داخل المحاصيل

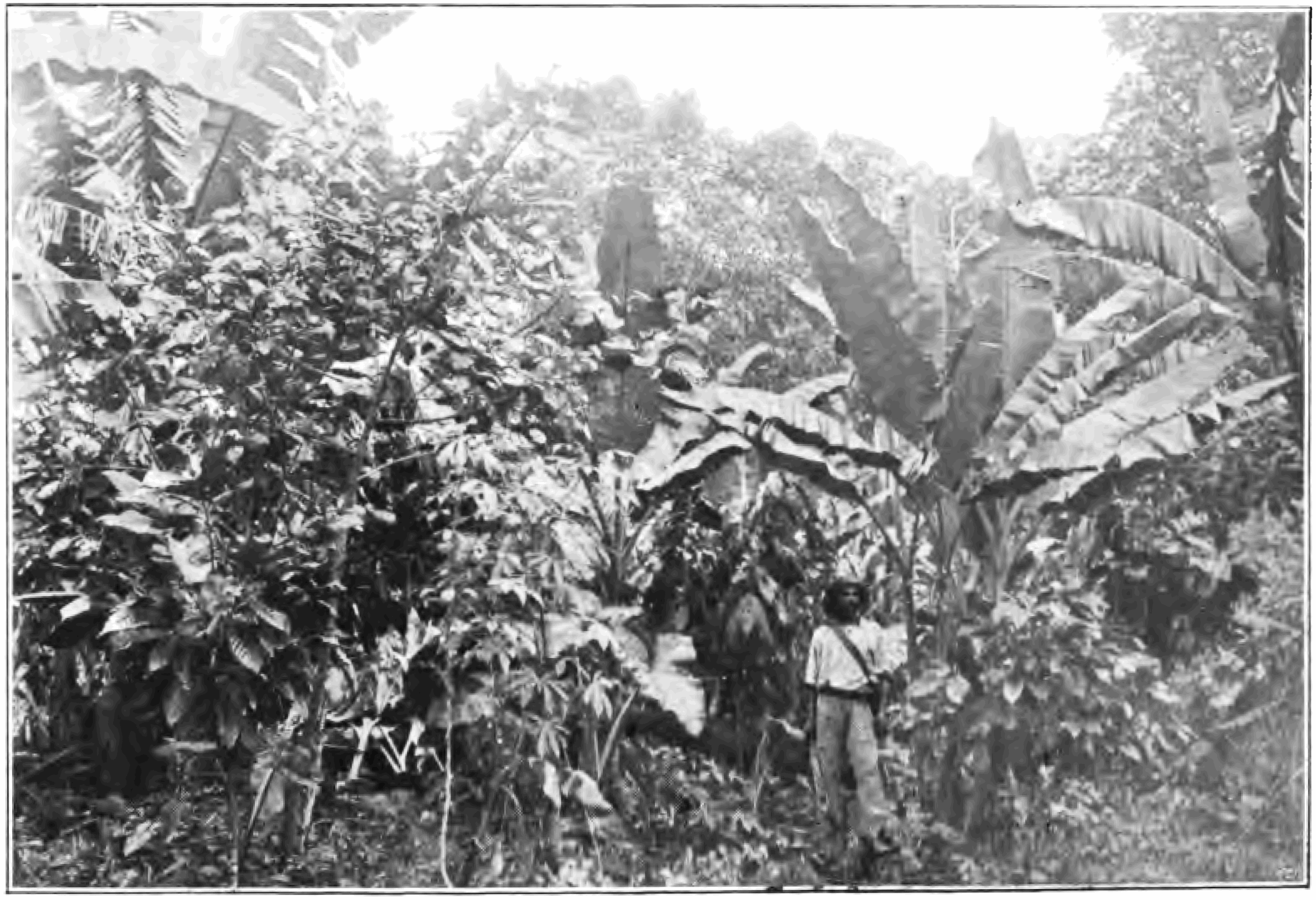
الزراعة المختلطة التقليدية (الزراعة المتعددة) زراعة الكاكاو والموز، ترينيداد، 1903

يمكن أن يحدث التنوع داخل المحاصيل، من خلال إنتاج محصول في ظروف نمو مختلفة، فعلى سبيل المثال، من المرجح أن تنمو المحاصيل في التربة الفقيرة بالمغذيات بشكل أبطأ عن المحاصيل في التربة الأكثر خصوبة. كما يؤثر توفر المياه ومستوى درجة الحموضة في التربة ودرجة الحرارة على نمو المحاصيل بشكل مماثل.

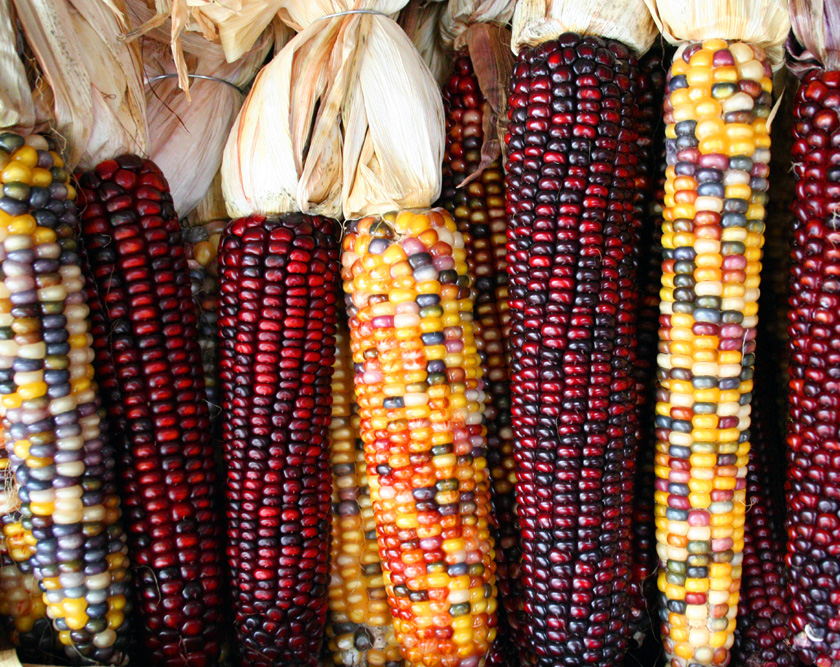
التنوع داخل المحاصيل: الكيزان الذرة من ألوان مختلفة

بالإضافة إلى ذلك، يمكن أن يكون تنوع النبات المحصود نتيجة للاختلافات الوراثية، فالمحصول قد يحتوي على جينات تنضج بشكل مبكر أو مقاومة للأمراض. تحدد هذه السمات بشكل جماعي الخصائص الإجمالية للمحصول وإمكاناته في المستقبل. يشمل التنوع داخل المحاصيل الصفات المؤثرة وراثيًا مثل حجم البذرة، وشكل التفرّع، والطول، ولون الزهرة، ووقت الاثمار، والنكهة. كما يمكن أن تتنوع المحاصيل في الخصائص الأقل وضوحًا مثل استجابتها للحرارة أو البرودة أو الجفاف أو قدرتها على مقاومة أمراض وآفات معينة.
يقوم مربو النبات الحديث بتطوير أنواع جديدة من المحاصيل لتلبية شروط محددة. فعلى سبيل المثال، قد يكون الصنف الجديد أعلى عائدًا، ومقاومًا للأمراض أكثر أو أطول عمرًا من الأصناف التي نشأت منها. يعود الاستخدام العملي لتنوع المحصول إلى الطرق الزراعية المبكرة لدوران المحاصيل وحقول البور، حيث يقوم بزراعة وحصاد نوع واحد من المحاصيل على قطعة أرض واحدة في السنة، وزرع محصول مختلف على نفس المؤامرة في العام المقبل. وهناك استفادة من هذه الاختلافات في احتياجات النبات من المغذيات، ولكن الأهم من ذلك يقلل من تراكم العوامل الممرضة.
يجب أن يستفيد كل من المزارعين والعلماء باستمرار من الموارد التي لا غنى عنها للتنوع الجيني لضمان إنتاجية المحاصيل. في حين أن التباين الوراثي يُزود المزارعين بالنباتات التي تتمتع بمرونة أعلى للآفات والأمراض ويسمح للعلماء بالوصول إلى جينوم أكثر تنوعًا مما يمكن العثور عليه في محاصيل مختارة للغاية. ويؤدي تكاثر المحاصيل الأحادية إلى خفض التنوع الوراثي بشكل ثابت مع اختيار السمات المرغوبة، وإزالة السمات غير المرغوب فيها أيضًا. يمكن للمزارعين زيادة التنوع المحصولي إلى حد ما عن طريق زرع مخاليط من أصناف المحاصيل؛ يمكنهم زيادة التنوع في المجال من خلال الممارسات المتعددة الثقافات مثل الزراعة البينية والزراعة المصاحبة.

## الآثار البيئية
تعمل النظم الإيكولوجية الزراعية بفعالية حيث أن أنظمة التنظيم الذاتي توفر ما يكفيها من التنوع البيولوجي للنباتات والحيوانات. وبغض النظر عن إنتاج الغذاء والوقود والألياف، فإن وظائف النظام البيئي الزراعي تشمل إعادة تدوير المغذيات، والحفاظ على خصوبة التربة، وتنظيم المناخ المحلي، وتنظيم تدفق المياه، ومكافحة الآفات، وإزالة السموم من النفايات. ومع ذلك، فإن الزراعة الحديثة تقلل بشدة من التنوع البيولوجي. الزراعة التقليدية في العالم الثالث هي الأفضل في الحفاظ على التنوع من خلال أنظمة زراعة متنوعة مثل الزراعة المتعددة (بما في ذلك الزراعة المصاحبة والتبادل) وأنظمة الزراعة الحراجية مثل الزراعة المتنقلة. في أمريكا اللاتينية، يتم زراعة ما بين 70% و90% من الفاصوليا مع محاصيل أخرى مثل الذرة والبطاطا. في جميع أنحاء العالم، قَدمت المحاصيل المتعددة ما يصل إلى 20% من جميع المواد الغذائية في عام 1986. كما تحافظ الأنظمة التقليدية على التنوع داخل أنواع المحاصيل، كما هو الحال في جبال الأنديز حيث يُزرع ما يصل إلى 50 نوعًا من البطاطا.

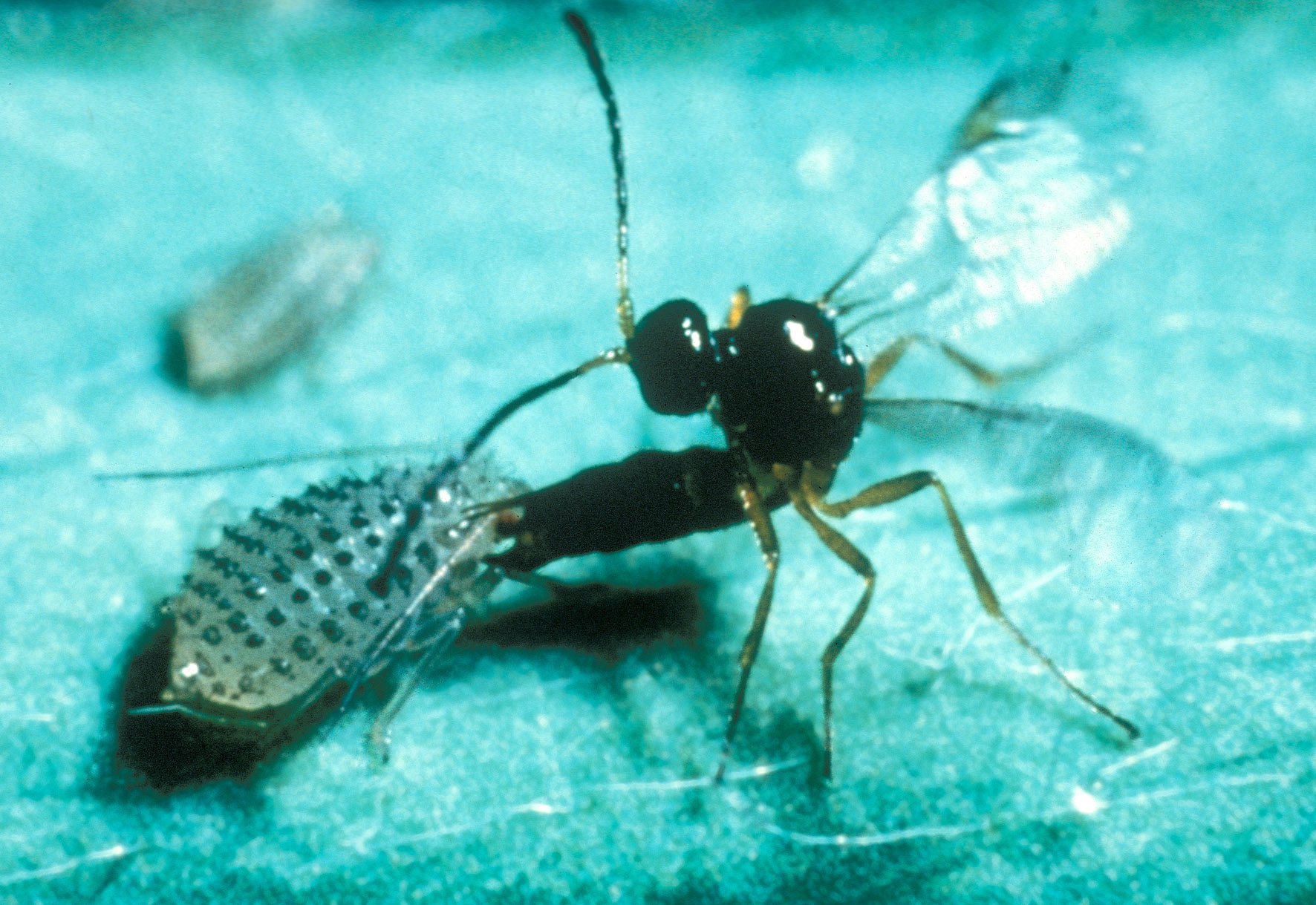
تم تعرّض نبات البرسيم المرقط لهجوم من دبور طفيلي ، Trioxys complanatus

آثار فقدان التنوع البيولوجي ملحوظة بشكل خاص في مكافحة الآفات. تميل حشرات الآفات آكلة العُشب إلى أن تصبح أكثر وفرة في الزراعات الأحادية. النظم الإيكولوجية الزراعية المستقرة هي بيولوجيا الأحيائية وتحتوي على أعداد كافية من الأعداء الطبيعية لآفات المحاصيل، مثل الدبابير الطفيلية التي تكون لديها القدرة على السيطرة على حشرات المن وحشرات اليسرويد. هذه النظم الأيكولوجية توفر باستمرار مواقع للغذاء وللتكاثر لهذه الأنواع المفيدة. يمكن للنظم الإيكولوجية الزراعية تحقيق هذا التوازن من خلال ترتيب مجموعة مناسبة من المحاصيل في المكان والزمان المناسبين، نظرًا لنوع التربة والبيئة المحيطة بها ووجود ما يكفي من النباتات غير المحصولية في الحقول وما حولها، والإدارة المناسبة للنباتات. وتشمل الاستراتيجيات الزراعية المناسبة الاستزراع متعدد الأنواع، وتناوب المحاصيل، وفسيفساء الحقول الصغيرة المتناثرة والأراضي غير المزروعة. وتشمل الاستراتيجيات الإضافية محاصيل دائمة مثل البساتين (خاصةً إذا كان من الممكن زراعة نباتات متنوعة)، تحمل أنواع معينة من الحشائش، وزيادة التنوع الجيني، مثل زراعة مخاليط من أصناف المحاصيل.
يمكن استخدام التنوع الوراثي للمحاصيل للمساعدة في حماية البيئة، كما يمكن أن تقلل أصناف المحاصيل التي تقاوم الآفات والأمراض من الحاجة إلى استخدام مبيدات الآفات الضارة، في حين أن المحاصيل الأكثر قوة يمكن أن تتنافس بشكل أفضل مع الحشائش مما يقلل من الحاجة إلى استخدام مبيدات الأعشاب. ويظهر ذلك في دراسة حالة مكتملة في جامعة آرهوس في الدنمارك التي استخدمت الذرة الأكثر قوة. يمكن أن تساعد النباتات المقاومة للجفاف في توفير المياه وتقليل الحاجة إلى الري في حين يمكن أن تساعد أنواع النباتات ذات الجذور العميقة على استقرار التربة، والأصناف الأكثر كفاءة في استخدامها للمغذيات تتطلب كمية أقل من السماد.

## الأثر الاقتصادي
إن  الزراعة في العديد من البلدان تعتبر الأساس الاقتصادي لها، وبالنسبة للبلدان النامية، فهي مصدر محتمل للنمو الاقتصادي. يمكن للنمو في الزراعة أن يفيد الفقراء المتواجدون بالريف، لكنه في الأغلب لا يحدث ذلك دائماً. يمكن أن تزداد الأرباح المحصولية وذلك عن طريق: المحاصيل التي لديها قيمة عالية، والتسويق الجيد، والأنشطة التي لديها قيمة مضافة مثل المعالجة، أوتوسيع نطاق وصول الجمهور إلى الأسواق. يمكن للأرباح أيضًا أن تنخفض وذلك خلال انخفاض الطلب أو زيادة الإنتاج. يمكن لتنوع المحاصيل أن يحمي من فشل المحاصيل، ويمكنه أيضًا تقديم عوائد أعلى.

## مهددات المرض

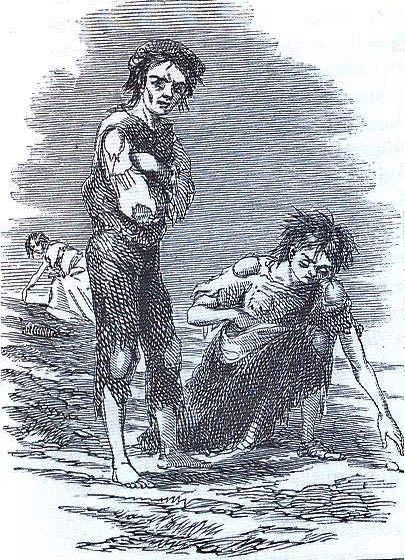
فقدان المحاصيل ذات التنوع المنخفض لمرض واحد: مجاعة البطاطس الأيرلندية ، الناجمة عن oomycete Phytophthora infestans. تبعت المجاعة ، كما يتضح من جيمس ماهوني ، 1847

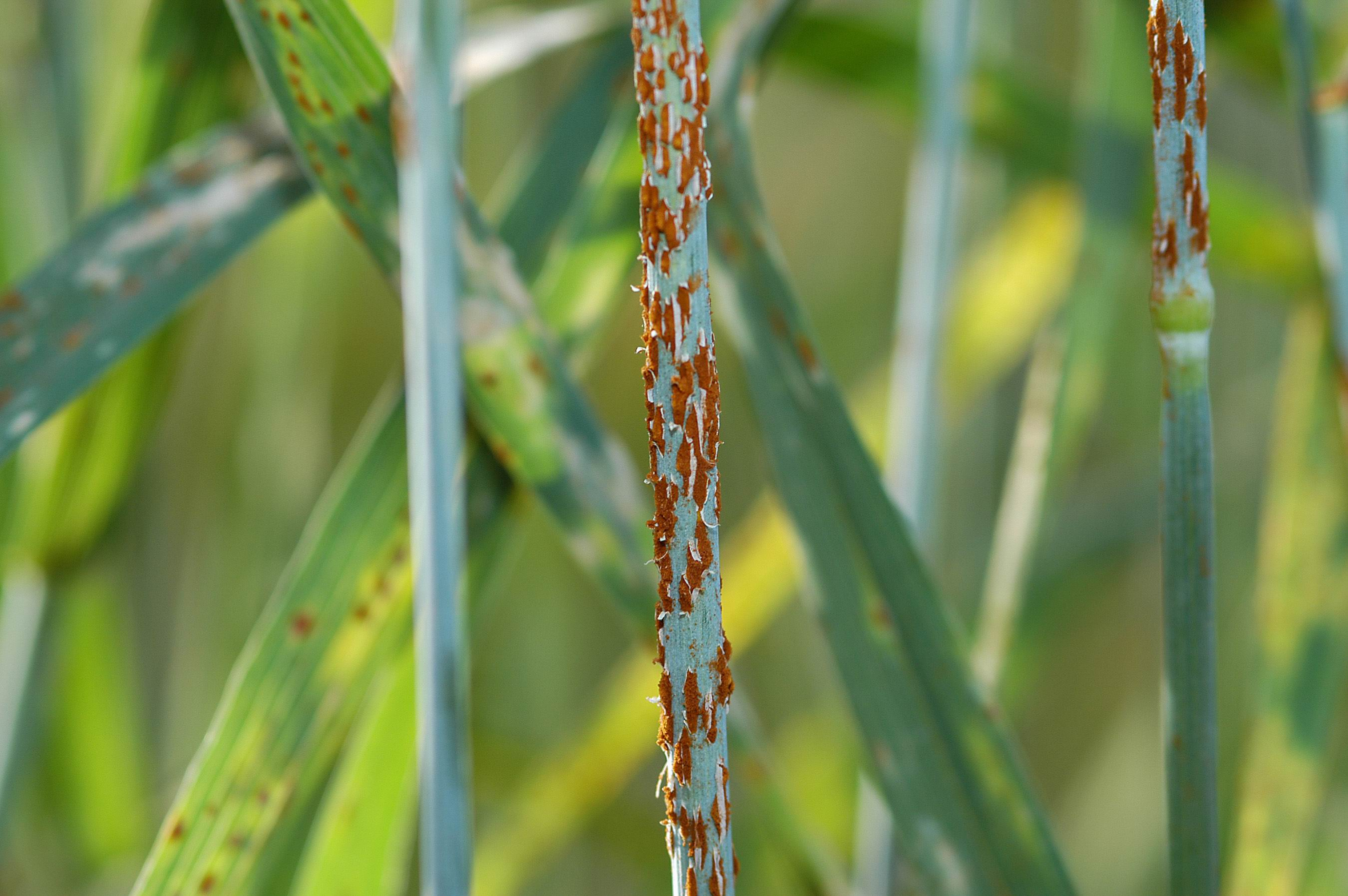
يتسبب صدأ ساق القمح في ظهور سلالات جديدة وخبيثة تهدد العديد من الأصناف ذات التنوع المنخفض.

أحد التهديدات الخاصة لمحطات الإنتاج الجماعي للحصاد هو قابليتهم للأمراض. الأنواع البرية لديها مجموعة من التقلبات الجينية التي تجعل بعض الأفراد في حالة اضطراب. في الزراعة، يتم اختراق المقاومة من خلال التباين، حيث يتم زرع بذور موحدة وراثيًا في ظل ظروف موحدة. وبالتالي، فإن الزراعة الأحادية تتسبب في تنوع منخفض للمحاصيل، خاصة عندما يتم إنتاج البذور بكميات كبيرة أو عندما يتم استنساخ النباتات (مثل أشجار الفاكهة المطعمة ونباتات الموز). يمكن لآفة واحدة أو مرض واحد أن يهدد محصول كامل بسبب هذا التوحيد "التآكل الوراثي. إحدى حالات التاريخ المعروفة، كانت مجاعة البطاطس الأيرلندية من 1845-1847، حيث تم تدمير محصول حيوي ذو تنوع منخفض فقط بفطر واحد، وأيضًا في عام 1970 قد تسبب فطر واحد فقط في تدمير محصول الذرة الأمريكي عندما تم حصده، مما تسبب في خسارة أكثر من مليار دولار في الإنتاج.
من ضمن الأخطار التي تهدد الزراعة هو صدأ القمح، وهو عبارة عن فطر يسبب بقع محمرّة، ملوّنة أبواغها، وهو شكل خبيث من مرض القمح، صدأ الساق، سلالة صدأ الساق الأسود Ug99 (أو أوغندا 99) انتشرت من أفريقيا عبر شبه الجزيرة العربية عام 2007. في التجارب الحقلية في كينيا، أكثر من 85% من عينات القمح، بما في ذلك الأصناف الرئيسية، كانت حساسة، مما يعني أن تنوع المحاصيل كان أمرًا هامًا ومُتطلِبًا.  نورمان بورلوج الحائز على جائزة نوبل طالب بالعمل على ضمان الأمن الغذائي العالمي.

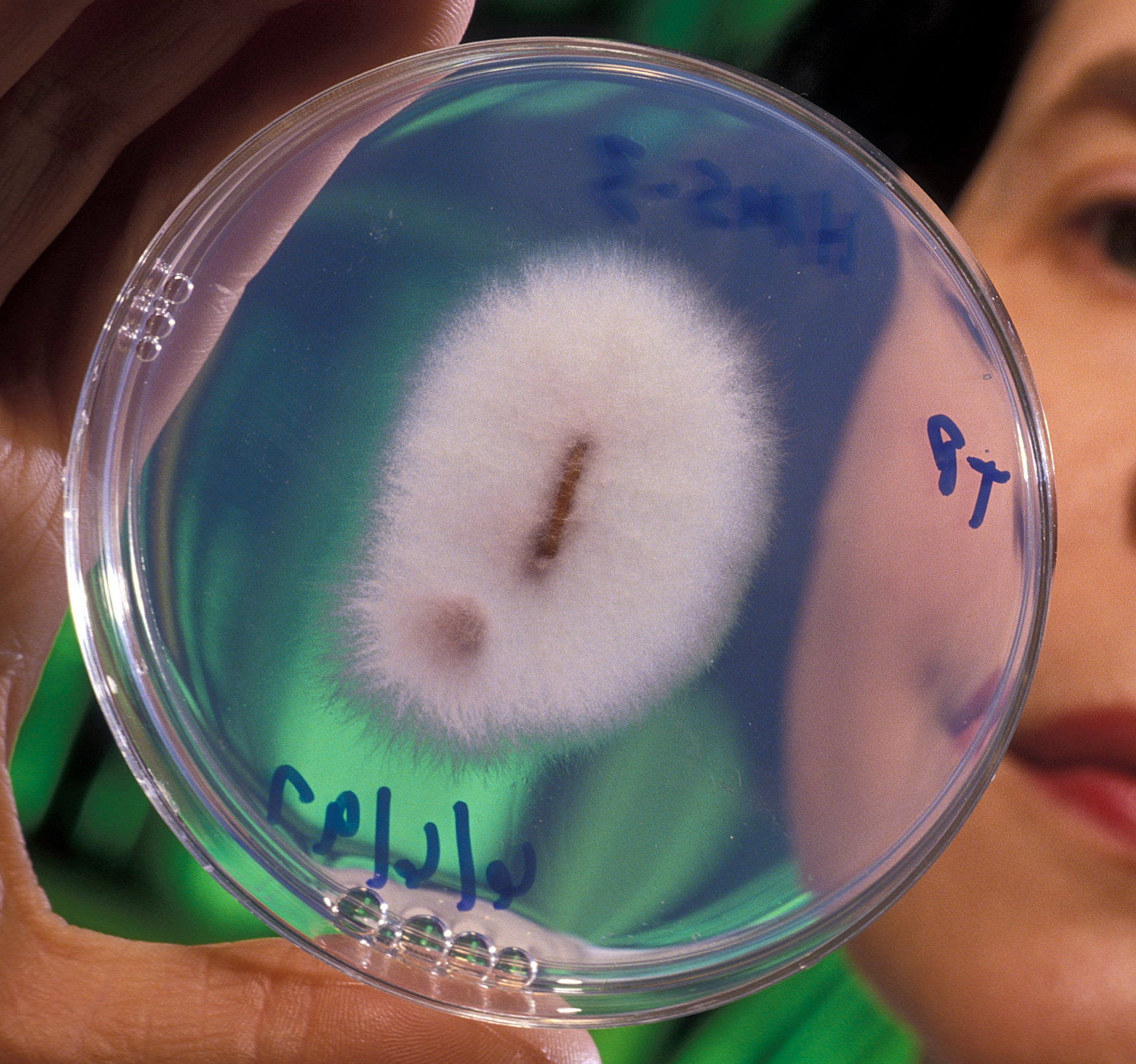
دمرت متنوعة المحاصيل منخفضة التنوع: تم تدمير الموز "جروس ميشيل" تجاريا من قبل مرض بنما ، الناجمة عن الفطر Fusarium oxysporum (موضح).

تحذر التقارير الواردة من بوروندي وأنغولا من تهديد الأمن الغذائي الناجم عن فيروس الموزايكا الإفريقي. يُعتبر ذلك الفيروس مسؤولًا عن خسارة مليون طن من الكسافا كل عام.2 ينتشر ذلك المرض في جميع المناطق الرئيسية لزراعة الكسافا في منطقة البحيرات الكبرى في شرق أفريقيا، مما يتسبب في خسائر محاصيل تتراوح ما بين 20 و90 في المائة في الكونغو. ويساعد برنامج المنظمة للإغاثة في حالات الطوارئ الفئات الضعيفة من العائدين في منطقة البحيرات الكبرى الأفريقية من خلال الانتشار الواسع وتوزيع الكاسافا المقاومة للديدان أو الكامافا عالية المقاومة.
من الأمور المعروفة جيدًا لحدوث المرض في المحاصيل التي تفتقر إلى التنوع هو «جروس ميشيل» Gros Michel، وهو موزة بدون بذور الذي شهد التسويق العالمي في الأربعينيات من القرن العشرين. ومع ارتفاع الطلب في السوق على هذا الصنف المعين، بدأ المزارعون في استخدام موزة «جروس ميشيل» بشكل حصري تقريبا. وراثيًا، فإن هذه المَوزات هي عبارة عن مستنسخات، وبسبب هذا النقص في التنوع الجيني، أصبحت عرضة لفطر واحد هو Fusarium oxysporum (مرض بنما)؛ تم تدمير مساحات كبيرة من المحصول بواسطة الفطر في 1950.  تم استبدال «جروس ميشيل» بالموز الرئيسي الحالي في السوق، "كافنديش" ، والذي أيضًا (عام 2015) في خطر الخسارة الكلية للسلالة من نفس الفطريات، «تروبيكال ريس».
ويمكن مواجهة مثل هذه التهديدات باستراتيجيات مثل زراعة أصناف متعددة الأصناف وخلائط أصناف، على أمل أن تكون بعض الأصناف مقاومة لأي انتشار للفيروس.

## المنظمات والتقنيات
إن الآثار المترتبة على تنوع المحاصيل على الصعيدين المحلي والعالمي تشمل: المنظمات العالمية التي تهدف إلى دعم التنوع  (المعروفة سابقاً بالمعهد الدولي للموارد الوراثية النباتية)، والمعهد الدولي للزراعة الاستوائية، ومبادرة Borlaug العالمية للصدأ، والشبكة الدولية لتحسين الموز والبلانتين (موز الجنة). قال بعض الأعضاء في الأمم المتحدة، في مؤتمر القمة العالمي للتنمية المستدامة 2002 في جوهانسبرغ: أن تنوع المحاصيل معرض لخطر الضياع إذا لم يتم اتخاذ تدابير. واحدة من هذه الخطوات التي اتُخذت في العمل ضد فقدان التنوع البيولوجي بين المحاصيل هي الخدمات المصرفية للجينات. هناك عدد من المنظمات التي تجند فرق من المزارعين المحليين لزراعة أصناف محلية، لا سيما تلك المهددة بالانقراض بسبب الافتقار إلى الوسائل التكنولوجية الحديثة. وهناك أيضاً جهود محلية ووطنية ودولية للحفاظ على الموارد الوراثية الزراعية من خلال طرق خارج الموقع مثل بنوك البذور والنطاف لإجراء مزيد من البحوث وتربية المحاصيل.

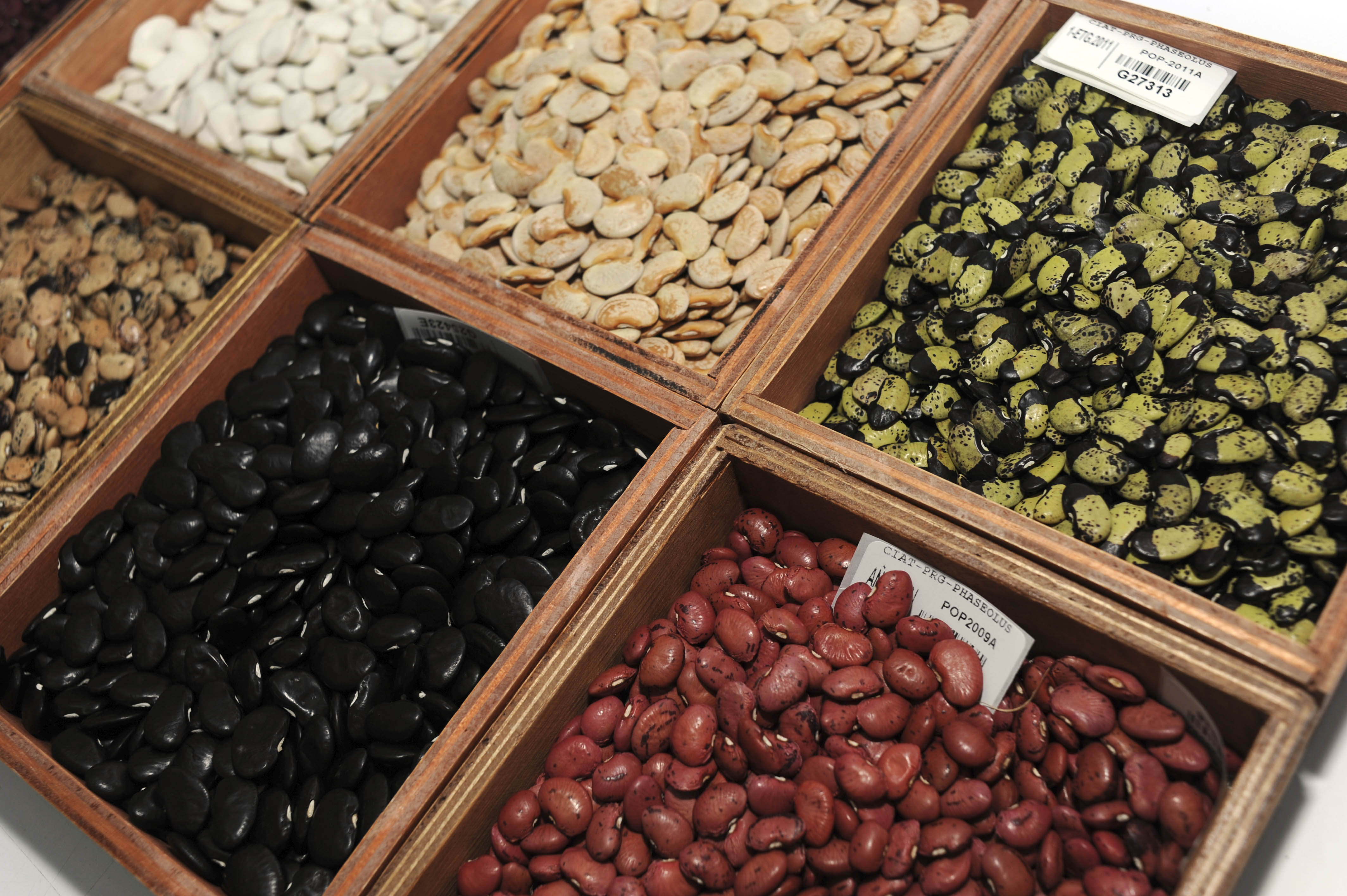
ستة أصناف فول في بنك الجينات

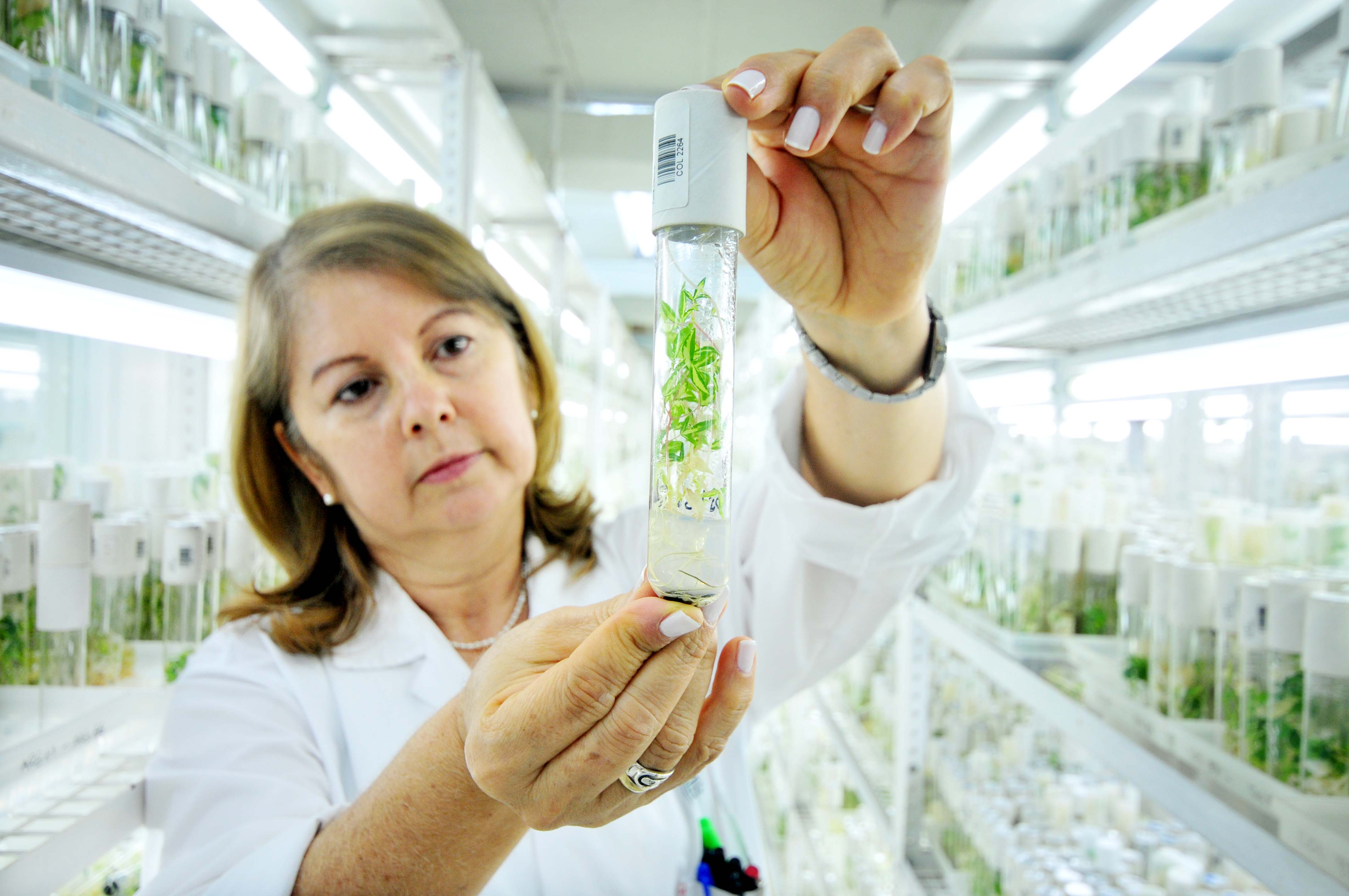
نباتات في المركز الجيني للمركز الدولي لزراعة المناطق المدارية، كولومبيا

الصندوق الاستئماني العالمي للتنوع المحصولي هو منظمة دولية مستقلة وُجِدَت لضمان حفظ وتوافر تنوع المحاصيل للأمن الغذائي في جميع أنحاء العالم. تأسست من خلال شراكة بين منظمة الأمم المتحدة للأغذية والزراعة (الفاو) والمجموعة الاستشارية للبحوث الزراعية الدولية  التي تعمل من خلال المنظمة الدولية للتنوع البيولوجي. المجموعة الاستشارية للبحوث الزراعية الدولية عبارة عن اتحاد من المراكز الدولية للبحوث الزراعية وغيرها من الجهات التي تقوم بإجراء بحوث حول الحفاظ على البلازما الجرثومية من نوع معين من المحاصيل أو الحيوانات. تمتلك المجموعة الاستشارية للبحوث الزراعية الدولية واحدة من أكبر مجموعات الموارد الوراثية النباتية خارج الموقع في العالم، وهي أمانة للمجتمع العالمي. تحتوي على أكثر من 500,000 مدخلًا لأكثر من 3000 نوع من المحاصيل والأعلاف والحراجة الزراعية. تتضمن المجموعة عدد من المزارعين والأصناف المحسنة، وبأبعاد جوهرية الأنواع البرية التي نشأت منها تلك الأصناف. وتشمل المراكز الوطنية لتخزين البلازما الجرثومية المركز الوطني للحفاظ على الموارد الوراثية التابع لوزارة الزراعة الأمريكية، والمكتب الوطني للموارد الوراثية الحيوانية في الهند، ومعهد بحوث الثروة الحيوانية في تايوان، والشبكة الأسترالية المقترحة لمراكز الموارد الوراثية النباتية.
يُعد معهد الموارد العالمية والاتحاد العالمي للحفظ هي منظمات غير ربحية تقدم التمويل وغيره من الدعم لجهود الحفظ خارج الموقع وداخلُه. كما يمكن أن يساهم الاستخدام الحكيم للتنوع الجيني للمحاصيل في تربية النبات والتعديل الوراثي، مساهمة كبيرة في حماية التنوع البيولوجي في المحاصيل. يمكن تعديل أنواع المحاصيل جينيًا لمقاومة آفات وأمراض معينة. فعلى سبيل المثال، يُنتج جين من بكتيريا التربة Bacillus thuringiensis (Bt) توكسين وهو مبيد حشري طبيعي. يمكن إدراج الجينات من Bt في نباتات المحاصيل لجعلها قادرة على إنتاج مادة مبيدة للحشرات وبالتالي مقاومة لبعض الآفات، ولكن على الرغم من ذلك، فإن الذرة يمكن أن تؤثر سلبًا على الحشرات غير المستهدفة التي ترتبط ارتباطًا وثيقًا بالآفة المستهدفة، كما هو الحال مع فراشة الملك.